# ラグビーワールドカップ2019 日本代表
ラグビーワールドカップ2019 日本代表 （ラグビーワールドカップ2019 にほんだいひょう）は、2019年に日本で開催されたラグビーワールドカップ2019のラグビー日本代表である。

## 概要
ラグビーワールドカップ2015イングランド大会で南アフリカに勝利するなど、初めて一次リーグで3勝をあげ躍進を遂げたブレイブ・ブロッサムズだが、大会後にエディ・ジョーンズヘッドコーチが退任。2016年1月、新ヘッドコーチにジェイミー・ジョセフを迎え、新体制が始動。同年6月、アタックコーチにトニー・ブラウン、スクラムコーチに長谷川慎を招聘。10月に、チームスローガンを「ONE TEAM」に決定した。2019年8月29日に、ワールドカップ2019日本大会の登録メンバー31名が発表された。チームソングはビクトリーロード。

### 2016年
2016年9月、ジェイミー・ジョセフHCが正式に就任。トップリーグの視察を繰り返した上で代表選手を選考し、その後に短期合宿を2回行った上で11月からのテストマッチに備えた。
世界ランキング12位のジェイミー・ジャパン初のテストマッチは、2016年11月5日に秩父宮ラグビー場でランキング9位アルゼンチンに20-54で完敗した。翌週からヨーロッパ遠征となり、ランキング11位ジョージアとのテストマッチは、22-18でジェイミー・ジャパンとして初勝利。その翌週のランキング6位ウェールズ戦は7万人を超える大観衆の中で行われ、互角の戦いを行い、30-33の僅差で敗れた。年度最終フィジー戦では、レッドカード退場で1人少ないフィジー相手に25-38で完敗。ジェイミー・ジャパン1年目のテストマッチ4連戦は、1勝3敗で終わった。

### 2017年
2017年1月、年初の会見でジョセフHCは、今後はサンウルブズを中心にした代表強化を進めていく考えを打ち出すとともに、サンウルブズが海外で試合をする際は、遠征に参加しない選手を自ら指導するなどで若手を育成していく方針も明らかにした。
アジアチャンピオンシップは全勝で優勝。6月に強化試合でルーマニアに勝利、アイルランドに2連敗した。
秋シーズンでは、世界選抜戦において27-47で敗れる。11月４日に日産スタジアムで行われたオーストラリア戦でも30-63で敗れたが、国内開催ラグビーテストマッチ史上最多43,621人の入場者数を記録した。フランス遠征でトンガに39-6で勝利、フランスとは23-23で引き分けた。

### 2018年
2018年5月15日、ルーマニアが代表資格がない選手をワールドカップ2019ヨーロッパ予選に出場させたとして、ワールドラグビーはルーマニアの出場権を取り消した。これによりワールドカップ2019開幕戦で日本代表の相手は、ルーマニアからロシアに変更された。
6月は国内でイタリア戦で1勝1敗、ジョージアに勝利。10月に国内での世界選抜戦 とニュージーランド戦 で敗れた。
11月3日に味の素スタジアムで行われたニュージーランド戦でも31-69で大敗したが、国内開催ラグビーテストマッチで史上最多43,751人となり、入場者数の記録を1年ぶりに更新した。続く11月のイングランド遠征では、イングランドに15-35で敗れ、ロシアに32-27で勝利した。CTB中村亮土は、イングランド戦で2トライして前半15-10で日本がリードしたことで、日本代表の成長を強く実感したという。
11月1日、B’z「兵、走る」(つわもの、はしる) が「リポビタンD ラグビー日本代表応援ソング」としてリリース。以降、テレビCMや試合会場内CMのほか、ワールドカップ2019の日本代表試合会場でも流れ、2023年に至るまで、日本代表戦の国内会場で選手入場時やハーフタイム、試合後などに流れた。

### 2019年
2019年2月の合宿で、山本幸輝の提案によりチームソングが「ビクトリーロード」に決まる。
ワールドカップ2019の前哨戦となったパシフィック・ネイションズカップではフィジー、トンガ、アメリカ の3か国に勝利して優勝した。2019年8月29日にW杯最終登録メンバーを発表。9月6日に熊谷で南アフリカに7-41で敗れ W杯前最後のテストマッチを勝利で飾ることはできなかった。

## 大会経過

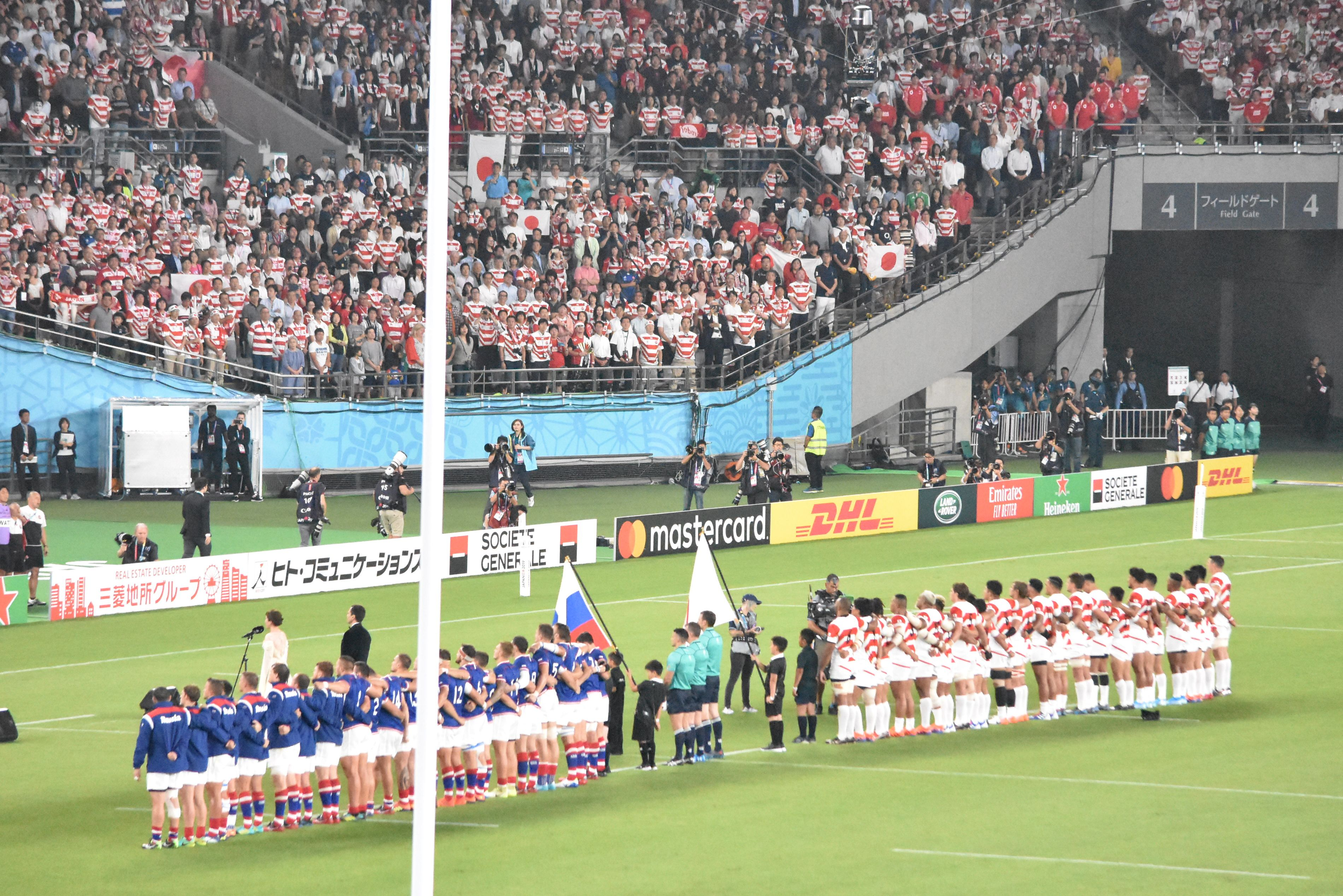
ロシア戦で整列する日本代表

ホスト国として挑んだワールドカップ2019では、予選プール・開幕戦（2019年9月20日）においてロシアと対戦。序盤、日本のプレーには硬さが見られ、ハイパントの処理ミスからロシアに先制トライを許したが、松島幸太朗の2トライで逆転に成功し12-7で前半を終える。後半もピーター・ラピース・ラブスカフニと松島のハットトリックとなるトライなどで突き放した日本が30-10で快勝を収める。
2戦目（9月28日）は、静岡県小笠山総合運動公園スタジアムで、ランキング9位の日本と、ランキング2位の強豪アイルランドの対戦（いずれも試合前の順位）。主将のリーチマイケルをリザーブに残し、ラブスカフニをゲーム主将とする陣容で挑んだ。前半にアイルランドに2トライを許したものの、田村優の3本のペナルティゴールで9-12と接戦に持ち込むと、後半に福岡堅樹のトライにより逆転し、相手を無得点におさえ、19-12で勝利した。アイルランドには、通算10戦目にしての初勝利となった。イギリスBBCは「アイルランドの崩壊、日本の歴史的勝利」と報道し、フランスAFP通信は「Shizuoka shock（静岡の衝撃）」と呼んだ。これにより、9月30日付のワールドラグビーランキングにおいて、日本は8位となった。
3戦目（10月5日）のサモア戦はリーチがスターターに復帰。前半はラファエレティモシーのトライなどで16-9でリードして折り返した。後半は54分にラインアウトモールから姫野和樹のトライでいったん突き放したが、72分にサモアもトライを返し7点差となった。しかし日本は75分に福岡、試合終了間際に松島がそれぞれトライを決め再度サモアを突き放し、合計4トライのボーナスポイントも得て38-19で3連勝を飾った。この時点でA組3位以内が確定し、次回2023年フランス大会の出場権を獲得。
予選プール最終戦となる4戦目（10月13日）は、前回大会で唯一敗れた強豪スコットランドと対戦。対戦前の勝ち点は日本14、スコットランド10であり、日本は勝利または引き分けなら無条件で、負けてもボーナスポイントの獲得状況によっては予選突破が決まる状況であった。試合序盤の6分にスコットランドに先制トライを許したが、日本は細かくパスを繋ぎ17分に松島のトライと田村のキックで同点。25分にはフィールド中央で堀江翔太、ジェームス・ムーア、ウィリアム・トゥポウが連続でオフロードパスをつなぎ、最後は稲垣啓太がそのまま中央でトライを決めて逆転。39分にもラファエレのキックパスを受けた福岡がトライを決め、前半を21-7とリードして終える。後半開始早々42分に福岡のトライで28-7とリードを広げたが、スコットランドも49分、54分に立て続けにトライを奪い28-21と7点差に迫った。しかしその後日本はスコットランドの猛攻を凌ぎ28-21で勝利。勝ち点19の予選プール1位通過で、史上初の決勝トーナメント進出を決めた。ティア2の国が予選プール全勝で1位となるのはワールドカップ史上初のことである。10月14日付のワールドラグビーランキングにおいて、日本は7位となった。
準々決勝は10月20日にプールB2位の南アフリカと対戦。開始早々の4分に南アフリカが先制トライ。日本は20分に田村のペナルティキックで3点を返した。日本は30分ごろまで速い連続パスをつないで優勢に立っていたが、その後は徐々に南アフリカの反撃を受けて守勢にまわるようになった。しかし南アフリカの反則やミスもあり、前半はそのまま3-5と接戦で折り返した。後半に入っても日本の劣勢が続き、南アフリカの3本ペナルティキックで徐々に差をつけられると、さらに66分と70分の2本のトライで突き放された。日本は後半は得点を奪えず、3-26で敗れてワールドカップ初のベスト8で大会を終えた。南アフリカ戦直後から大会終了まで、日本のランキングは8位となった。
トンプソンルークは、準々決勝の南アフリカ戦において、38歳6か月4日で出場し71キャップ目を獲得。日本代表の最年長キャップ獲得者になった。田村優は、W杯1大会での日本代表最多得点記録で歴代2位（51点）となった。大会終了後、ジェイミー・ジョセフの続投が決定した。
12月11日、東京都千代田区の丸の内仲通りで、晴海通りから御幸通りまでの800メートル にわたり日本代表28人が歩いてパレードを行った。平日ながら約5万人(主催者発表)の観衆が集まった。ワールドカップでの活躍を受けラグビー日本代表は空前のブームとなり、その年の新語・流行語大賞にチームスローガンの「ONE TEAM」が大賞に選ばれた。第70回NHK紅白歌合戦では日本代表選手19人がゲスト出演し、後半冒頭でチームソング「ビクトリーロード」をアカペラで司会者や観客と共に合唱、番組終盤近くで松任谷由実は日本代表メンバーが見つめる中、W杯を振り返る映像をバックに「ノーサイド」をテレビ初歌唱した。

## 登録メンバー
年齢は、2019年9月20日時点（ワールドカップ2019開幕日）に固定。
| ポジション | 名前                           | 生年月日（年齢）       | 所属チーム   | キャップ数 | 出場状況         | 出場状況               | 出場状況         | 出場状況                  | 出場状況              | 備考                                         |
| ポジション | 名前                           | 生年月日（年齢）       | 所属チーム   | キャップ数 | ロシア戦 9月20日 | アイルランド戦 9月28日 | サモア戦 10月5日 | スコットランド戦 10月13日 | 南アフリカ戦 10月20日 | 備考                                         |
| ---------- | ------------------------------ | ---------------------- | ------------ | ---------- | ---------------- | ---------------------- | ---------------- | ------------------------- | --------------------- | -------------------------------------------- |
| PR         | 稲垣啓太                       | 1990年6月2日（29歳）   | パナソニック | 28         | 55分             | 64分                   | 52分             | 57分                      | 48分 68分             |                                              |
| PR         | 木津悠輔                       | 1995年12月2日（23歳）  | トヨタ自動車 | 3          |                  |                        |                  |                           |                       |                                              |
| PR         | 具智元                         | 1994年7月20日（25歳）  | ホンダ       | 7          | 55分             | 54分                   | 52分             | 22分                      | 64分                  |                                              |
| PR         | 中島イシレリ                   | 1989年7月9日（30歳）   | 神戸製鋼     | 2          | 55分             | 64分                   | 52分             | 57分                      | 48分 68分             |                                              |
| PR         | ヴァルアサエリ愛               | 1989年5月7日（30歳）   | パナソニック | 8          | 55分             | 54分                   | 52分             | 22分                      | 64分                  |                                              |
| HO         | 北出卓也                       | 1992年9月14日（27歳）  | サントリー   | 0          |                  |                        |                  |                           |                       |                                              |
| HO         | 坂手淳史                       | 1993年6月21日（26歳）  | パナソニック | 16         | 75分             |                        | 40分             | 73分                      | 72分                  |                                              |
| HO         | 堀江翔太                       | 1986年1月21日（33歳）  | パナソニック | 61         | 75分             | 〇                     | 40分             | 73分                      | 72分                  | アイルランド戦プレイヤー・オブ・ザ・マッチ   |
| LO         | トンプソンルーク               | 1981年4月16日（38歳）  | 近鉄         | 66         | 60分             | 64分                   | 〇               | 〇                        | 54分                  |                                              |
| LO         | ヴィンピー・ファンデルヴァルト | 1989年1月6日（30歳）   | NTTドコモ    | 12         | 61分             | 64分                   | 68分             |                           | 54分                  |                                              |
| LO         | ヘルウヴェ                     | 1990年7月12日（29歳）  | ヤマハ発動機 | 13         |                  |                        | 68分             | 52分                      |                       |                                              |
| LO         | ジェームス・ムーア             | 1993年6月11日（26歳）  | サニックス   | 2          | 〇               | 〇                     | 〇               | 52分                      | 〇                    |                                              |
| FL         | ツイヘンドリック               | 1987年12月13日（31歳） | サントリー   | 44         | 71分             |                        | 64分             | 73分                      |                       |                                              |
| FL         | 德永祥尭                       | 1992年4月10日（27歳）  | 東芝         | 11         |                  |                        |                  |                           |                       |                                              |
| FL         | ピーター・ラブスカフニ         | 1989年1月11日（30歳）  | クボタ       | 2          | 〇               | 〇                     | 〇               | 〇                        | 13分 22分             |                                              |
| FL         | リーチマイケル                 | 1988年10月7日（30歳）  | 東芝         | 62         | 71分             | 31分                   | 64分             | 73分                      | 〇                    |                                              |
| FL/No.8    | 姫野和樹                       | 1994年7月27日（25歳）  | トヨタ自動車 | 12         | 〇               | 〇                     | 〇               | 〇                        | 52分                  |                                              |
| No.8       | アマナキ・レレィ・マフィ       | 1990年1月11日（29歳）  | NTTコム      | 24         |                  | 31分                   |                  |                           | 13分 22分 52分        |                                              |
| SH         | 茂野海人                       | 1990年11月21日（28歳） | トヨタ自動車 | 9          |                  |                        |                  |                           |                       |                                              |
| SH         | 田中史朗                       | 1985年1月3日（34歳）   | キヤノン     | 70         | 61分             | 57分                   | 63分             | 51分                      | 72分                  |                                              |
| SH         | 流大                           | 1992年9月4日（27歳）   | サントリー   | 18         | 61分             | 56分                   | 63分             | 51分                      | 72分                  |                                              |
| SO         | 田村優                         | 1989年1月9日（30歳）   | キヤノン     | 57         | 67分             | 〇                     | 〇               | 〇                        | 48分                  |                                              |
| SO/CTB     | 松田力也                       | 1994年5月3日（25歳）   | パナソニック | 19         | 67分             |                        | 70分             | 75分                      | 48分                  |                                              |
| CTB        | ウィリアム・トゥポウ           | 1990年7月20日（29歳）  | コカ・コーラ | 9          | 71分             |                        |                  | 51分                      |                       |                                              |
| CTB        | 中村亮土                       | 1991年6月3日（28歳）   | サントリー   | 18         | 〇               | 〇                     | 70分             | 75分                      | 〇                    |                                              |
| CTB        | ラファエレティモシー           | 1991年8月19日（28歳）  | 神戸製鋼     | 17         | 〇               | 〇                     | 〇               | 〇                        | 〇                    |                                              |
| WTB        | 福岡堅樹                       | 1992年9月7日（27歳）   | パナソニック | 33         |                  | 50分                   | 57分             | 〇                        | 〇                    | スコットランド戦プレイヤー・オブ・ザ・マッチ |
| WTB        | アタアタ・モエアキオラ         | 1996年2月6日（23歳）   | 神戸製鋼     | 3          |                  |                        |                  |                           |                       |                                              |
| WTB        | レメキロマノラヴァ             | 1989年1月20日（30歳）  | ホンダ       | 11         | 〇               | 〇                     | 〇               |                           | 60分                  | サモア戦プレイヤー・オブ・ザ・マッチ         |
| FB/WTB     | 松島幸太朗                     | 1993年2月26日（26歳）  | サントリー   | 33         | 〇               | 〇                     | 〇               | 〇                        | 〇                    | ロシア戦プレイヤー・オブ・ザ・マッチ         |
| FB         | 山中亮平                       | 1988年6月22日（31歳）  | 神戸製鋼     | 13         | 71分             | 50分                   | 57分             | 51分                      | 60分                  |                                              |

- 「選手名」欄の「」は、キャプテン（主将）。
- 「所属チーム」、「キャップ数」は、大会登録選手発表時点（2019年8月29日）。
- 「出場状況」欄の「〇」はフル出場、「」は途中交代アウト、「」は途中交代イン

### 選出外最終合宿参加者[79]
| ポジション | 名前             | 生年月日（年齢）       | 所属チーム     | キャップ数 | 備考 |
| ---------- | ---------------- | ---------------------- | -------------- | ---------- | ---- |
| PR         | 石原慎太郎       | 1990年6月17日（29歳）  | パナソニック   | 11         |      |
| PR         | 三浦昌悟         | 1995年6月8日（24歳）   | トヨタ自動車   | 7          |      |
| PR         | 山下裕史         | 1986年1月1日（33歳）   | 神戸製鋼       | 51         |      |
| PR         | 山本幸輝         | 1990年10月29日（28歳） | ヤマハ発動機   | 7          |      |
| HO         | 堀越康介         | 1995年6月2日（24歳）   | サントリー     | 2          |      |
| LO         | アニセサムエラ   | 1986年8月30日（33歳）  | キヤノン       | 12         |      |
| FL         | 布巻峻介         | 1992年7月13日（27歳）  | パナソニック   | 7          |      |
| CTB        | 梶村祐介         | 1995年9月13日（24歳）  | サントリー     | 1          |      |
| CTB        | ティム・ベネット | 1990年8月1日（29歳）   | 宗像サニックス | 6          |      |
| FB         | 野口竜司         | 1995年7月15日（24歳）  | パナソニック   | 13         |      |

## スタッフ
| 役職                                        | 名前                     | 所属                         |
| ------------------------------------------- | ------------------------ | ---------------------------- |
| 強化委員長                                  | 藤井雄一郎               | 日本ラグビーフットボール協会 |
| ヘッドコーチ                                | ジェイミー・ジョセフ     | 日本ラグビーフットボール協会 |
| アタックコーチ                              | トニー・ブラウン         | 日本ラグビーフットボール協会 |
| ディフェンスコーチ                          | スコット・ハンセン       | ジャパンエスアール           |
| スクラムコーチ                              | 長谷川慎                 | 日本ラグビーフットボール協会 |
| ストレングス＆コンディショニングコーチ      | サイモン・ジョーンズ     | 日本ラグビーフットボール協会 |
| ストレングス＆コンディショニング(S&C)コーチ | 太田 千尋                | 慶應義塾大学                 |
| メンタルコーチ                              | デイビッド・ガルブレイス | 日本ラグビーフットボール協会 |
| ドクター                                    | 高森 草平                | 横浜南共済病院               |
| パフォーマンスコーディネーター              | カール・マクドナルド     | 日本ラグビーフットボール協会 |
| ヘッドトレーナー                            | 井澤 秀典                | ドームアスリートハウス       |
| トレーナー                                  | 青野 淳之介              | セコムラガッツ               |
| 分析                                        | アンドリュー・ワッツ     | 日本ラグビーフットボール協会 |
| 分析                                        | 浜野 俊平                | 日本ラグビーフットボール協会 |
| 分析                                        | 戸田 尊                  | 日本ラグビーフットボール協会 |
| 通訳                                        | 佐藤秀典                 | EHB International            |
| 総務                                        | 大村武則                 | 日本ラグビーフットボール協会 |
| アシスタント                                | 笹林 由美子              | 日本ラグビーフットボール協会 |
| バゲージマスター                            | 山室 ランドル            | 日本ラグビーフットボール協会 |
| 広報                                        | 藪木 宏之                | 日本ラグビーフットボール協会 |

## 試合結果

### プールA
|                | Pld | W | D | L | TF | PF  | PA  | +/−  | BP | Pts |
| -------------- | --- | - | - | - | -- | --- | --- | ---- | -- | --- |
| 日本           | 4   | 4 | 0 | 0 | 13 | 115 | 62  | +53  | 3  | 19  |
| アイルランド   | 4   | 3 | 0 | 1 | 18 | 121 | 27  | +94  | 4  | 16  |
| スコットランド | 4   | 2 | 0 | 2 | 16 | 119 | 55  | +64  | 3  | 11  |
| サモア         | 4   | 1 | 0 | 3 | 8  | 58  | 128 | -70  | 1  | 5   |
| ロシア         | 4   | 0 | 0 | 4 | 1  | 19  | 160 | -141 | 0  | 0   |

#### 第１試合（ロシア戦）
| 9月20日 19:45 | 日本 | 30 - 10  | ロシア                                                                     | 東京スタジアム, 調布 観客数: 45,745人 レフリー: ナイジェル・オーウェンズ (ウェールズ) |
| 9月20日 19:45 | T: 松島幸太朗 (3) 12' m, 39' c, 69' c ラブスカフニ 47' m G: 田村優 (1/3) 40' 松田力也 (1/1) 71' PG: 田村優 (2/2) 44', 64' | レポート | T: ゴロスニツキー 5' c G: クシュナレフ (1/1) 6' PG: クシュナレフ (1/1) 61' | 東京スタジアム, 調布 観客数: 45,745人 レフリー: ナイジェル・オーウェンズ (ウェールズ) |

| 日本 | ロシア |

| FB                   | 15 | ウィリアム・トゥポウ             |  | 71分 |
| RW                   | 14 | 松島幸太朗                       |  |      |
| OC                   | 13 | ラファエレティモシー             |  |      |
| IC                   | 12 | 中村亮土                         |  |      |
| LW                   | 11 | レメキロマノラヴァ               |  |      |
| FH                   | 10 | 田村優                           |  | 67分 |
| SH                   | 9  | 流大                             |  | 61分 |
| N8                   | 8  | 姫野和樹                         |  |      |
| OF                   | 7  | ピーター・ラピース・ラブスカフニ |  |      |
| BF                   | 6  | リーチマイケル (c)               |  | 71分 |
| RL                   | 5  | ジェームス・ムーア               |  |      |
| LL                   | 4  | ヴィンピー・ファンデルヴァルト   |  | 61分 |
| TP                   | 3  | ヴァルアサエリ愛                 |  | 55分 |
| HK                   | 2  | 堀江翔太                         |  | 75分 |
| LP                   | 1  | 稲垣啓太                         |  | 55分 |
| 控えメンバー         |    |                                  |  |      |
| HK                   | 16 | 坂手淳史                         |  | 75分 |
| PR                   | 17 | 中島イシレリ                     |  | 55分 |
| PR                   | 18 | 具智元                           |  | 55分 |
| LK                   | 19 | トンプソンルーク                 |  | 60分 |
| FL                   | 20 | ツイヘンドリック                 |  | 71分 |
| SH                   | 21 | 田中史朗                         |  | 61分 |
| FH                   | 22 | 松田力也                         |  | 67分 |
| FB                   | 23 | 山中亮平                         |  | 71分 |
| コーチ               |    |                                  |  |      |
| ジェイミー・ジョセフ |    |                                  |  |      |

| FB               | 15 | ヴァシリー・アルテミエフ (c)   |  |      |      |      |
| RW               | 14 | ゲルマン・ダビドフ             |  |      |      |      |
| OC               | 13 | ウラジーミル・オストロウシュコ |  |      |      |      |
| IC               | 12 | ドミトリー・ゲラシモフ         |  | 68分 |      |      |
| LW               | 11 | キリル・ゴロスニツキー         |  |      |      |      |
| FH               | 10 | ユーリ・クシュナレフ           |  | 65分 |      |      |
| SH               | 9  | ヴァシリー・ドロフェエフ       |  | 33分 | 42分 | 74分 |
| N8               | 8  | ニキータ・バビリン             |  |      |      |      |
| OF               | 7  | タギル・ガジエフ               |  |      |      |      |
| BF               | 6  | ビタリー・ジワトフ             |  | 65分 |      |      |
| RL               | 5  | ボグダン・フェドトコ           |  | 61分 |      |      |
| LL               | 4  | アンドレイ・オストリコフ       |  |      |      |      |
| TP               | 3  | キリル・ゴトブツェフ           |  | 68分 |      |      |
| HK               | 2  | スタニスラフ・セリスキー       |  | 65分 |      |      |
| LP               | 1  | ワレリー・モロゾフ             |  | 65分 |      |      |
| 控えメンバー     |    |                                |  |      |      |      |
| HK               | 16 | エフゲニー・マトベエフ         |  | 65分 |      |      |
| PR               | 17 | アンドレイ・ポリバロフ         |  | 65分 |      |      |
| PR               | 18 | アザマト・ビティエフ           |  | 68分 |      |      |
| LK               | 19 | アンドレイ・ガルブゾフ         |  | 62分 |      |      |
| FL               | 20 | アントン・シチョフ             |  | 65分 |      |      |
| SH               | 21 | ドミトリー・ペロフ             |  | 33分 | 42分 | 74分 |
| FH               | 22 | ラミーリ・ガイシン             |  | 65分 |      |      |
| WG               | 23 | ウラジスラフ・スゾノフ         |  | 68分 |      |      |
| コーチ           |    |                                |  |      |      |      |
| リン・ジョーンズ |    |                                |  |      |      |      |

| プレイヤー・オブ・ザ・マッチ 松島幸太朗 (日本) アシスタントレフェリー ニック・ベリー (Australia) マシュー・カーリー (England) テレビジョン・マッチ・オフィシャル: ベン・スキーン (ニュージーランド) |

備考
- ラグビーワールドカップ史上初めて、ティア1でない国同士による開幕戦となった。
- 松島幸太朗が、日本人選手として初めて、ワールドカップでのハットトリックを達成した。また、ラグビーワールドカップの開幕戦における最多得点を記録した。
- ロシアのトライはラグビーワールドカップの開幕戦における最速得点となった。

#### 第２試合（アイルランド戦）
| 9月28日 16:15 | 日本                                                                      | 19 - 12  | アイルランド                                                 | 小笠山総合運動公園エコパスタジアム, 袋井 観客数: 47,813人 レフリー: アンガス・ガードナー (オーストラリア) |
| 9月28日 16:15 | T: 福岡堅樹 58' c G: 田村優 (1/1) 60' PG: 田村優 (4/5) 17', 33', 39', 71' | レポート | T: リングローズ 13' m カーニー 20' c G: カーティー (1/2) 21' | 小笠山総合運動公園エコパスタジアム, 袋井 観客数: 47,813人 レフリー: アンガス・ガードナー (オーストラリア) |

| Japan | Ireland |

| FB                   | 15 | 山中亮平                             |  | 50分 |
| RW                   | 14 | 松島幸太朗                           |  |      |
| OC                   | 13 | ラファエレティモシー                 |  |      |
| IC                   | 12 | 中村亮土                             |  |      |
| LW                   | 11 | レメキロマノラヴァ                   |  |      |
| FH                   | 10 | 田村優                               |  |      |
| SH                   | 9  | 流大                                 |  | 56分 |
| N8                   | 8  | アマナキ・レレィ・マフィ             |  | 31分 |
| OF                   | 7  | ピーター・ラピース・ラブスカフニ (c) |  |      |
| BF                   | 6  | 姫野和樹                             |  |      |
| RL                   | 5  | ジェームス・ムーア                   |  |      |
| LL                   | 4  | トンプソンルーク                     |  | 64分 |
| TP                   | 3  | 具智元                               |  | 54分 |
| HK                   | 2  | 堀江翔太                             |  |      |
| LP                   | 1  | 稲垣啓太                             |  | 64分 |
| 控えメンバー         |    |                                      |  |      |
| HK                   | 16 | 坂手淳史                             |  |      |
| PR                   | 17 | 中島イシレリ                         |  | 64分 |
| PR                   | 18 | ヴァルアサエリ愛                     |  | 54分 |
| LK                   | 19 | ヴィンピー・ファンデルヴァルト       |  | 64分 |
| FL                   | 20 | リーチマイケル                       |  | 31分 |
| SH                   | 21 | 田中史朗                             |  | 57分 |
| FH                   | 22 | 松田力也                             |  |      |
| WG                   | 23 | 福岡堅樹                             |  | 50分 |
| コーチ               |    |                                      |  |      |
| ジェイミー・ジョセフ |    |                                      |  |      |

| FB                 | 15 | ロブ・カーニー                 |  | 68分 |
| RW                 | 14 | キース・アールズ               |  |      |
| OC                 | 13 | ギャリー・リングローズ         |  |      |
| IC                 | 12 | クリス・ファレル               |  | 61分 |
| LW                 | 11 | ジェイコブ・ストックデイル     |  |      |
| FH                 | 10 | ジャック・カーティー           |  | 61分 |
| SH                 | 9  | コナー・マレー                 |  |      |
| N8                 | 8  | CJ・スタンダー                 |  |      |
| OF                 | 7  | ジョシュ・ファンダーフリーアー |  |      |
| BF                 | 6  | ピーター・オマホニー           |  | 55分 |
| RL                 | 5  | ジェームズ・ライアン           |  |      |
| LL                 | 4  | イアン・ヘンダーソン           |  | 66分 |
| TP                 | 3  | タイグ・ファーロング           |  | 61分 |
| HK                 | 2  | ローリー・ベスト (c)           |  | 61分 |
| LP                 | 1  | キアン・ヒーリー               |  | 46分 |
| 控えメンバー       |    |                                |  |      |
| HK                 | 16 | ショーン・クローニン           |  | 61分 |
| PR                 | 17 | デイヴ・キルコイン             |  | 46分 |
| PR                 | 18 | アンドリュー・ポーター         |  | 61分 |
| LK                 | 19 | タイグ・バーン                 |  | 66分 |
| FL                 | 20 | リース・ラドック               |  | 53分 |
| SH                 | 21 | ルーク・マクグラス             |  | 66分 |
| FH                 | 22 | ジョーイ・カーベリー           |  | 61分 |
| FB                 | 23 | ジョーダン・ラーマー           |  | 61分 |
| コーチ             |    |                                |  |      |
| ジョー・シュミット |    |                                |  |      |

| プレイヤー・オブ・ザ・マッチ 堀江翔太 (日本) アシスタントレフェリー ジェローム・ガルセス (France) マシュー・カーリー (England) テレビジョン・マッチ・オフィシャル: ベン・スキーン (New Zealand) |

備考
- イアン・ヘンダーソンが、この試合で代表50キャップを達成した。
- 日本がアイルランドを初めて下した試合である。
- アイルランドがワールドカップのプール戦で敗北したのは、30–15でアルゼンチン代表に敗北した2007年ラグビーワールドカップ以来となる。
- アイルランドがティア2の国に敗北したのは、40–25でサモア代表に敗北した1996年の試合以来となる。
- アイルランドは、試合後半にポイントを全く獲得できなかった。これは、2016年のシックス・ネイションズにおけるフランス代表戦以来となる。

#### 第３試合（サモア戦）
| 10月5日 19:30 | 日本 | 38 - 19  | サモア                                                                | 豊田スタジアム, 豊田 観客数: 39,695人 レフリー: Jaco Peyper (南アフリカ) |
| 10月5日 19:30 | T: ラファエレ 28' c 姫野和樹 53' c 福岡堅樹 76' m 松島幸太朗 80+5' c G: 田村優 (3/4) 29', 55', 80+7' PG: 田村優 (4/5) 3', 8', 24', 51' | レポート | T: タエフ 73' c G: Taefu (1/1) 74' PG: Taefu (4/5) 10', 15', 34', 45' | 豊田スタジアム, 豊田 観客数: 39,695人 レフリー: Jaco Peyper (南アフリカ) |

| Japan | Samoa |

| FB                   | 15 | 山中亮平                             |  | 57分 |
| RW                   | 14 | 松島幸太朗                           |  |      |
| OC                   | 13 | ラファエレティモシー                 |  |      |
| IC                   | 12 | 中村亮土                             |  | 70分 |
| LW                   | 11 | レメキロマノラヴァ                   |  |      |
| FH                   | 10 | 田村優                               |  |      |
| SH                   | 9  | 流大                                 |  | 63分 |
| N8                   | 8  | 姫野和樹                             |  |      |
| OF                   | 7  | ピーター・ラピース・ラブスカフニ (c) |  |      |
| BF                   | 6  | リーチマイケル                       |  | 64分 |
| RL                   | 5  | ジェームス・ムーア                   |  |      |
| LL                   | 4  | ヴィンピー・ファンデルヴァルト       |  | 68分 |
| TP                   | 3  | 具智元                               |  | 52分 |
| HK                   | 2  | 坂手淳史                             |  | 40分 |
| LP                   | 1  | 稲垣啓太                             |  | 52分 |
| 控えメンバー:        |    |                                      |  |      |
| HK                   | 16 | 堀江翔太                             |  | 40分 |
| PR                   | 17 | 中島イシレリ                         |  | 52分 |
| PR                   | 18 | ヴァルアサエリ愛                     |  | 52分 |
| LK                   | 19 | ヘルウヴェ                           |  | 68分 |
| FL                   | 20 | ツイヘンドリック                     |  | 64分 |
| SH                   | 21 | 田中史朗                             |  | 63分 |
| FH                   | 22 | 松田力也                             |  | 70分 |
| WG                   | 23 | 福岡堅樹                             |  | 57分 |
| コーチ:              |    |                                      |  |      |
| ジェイミー・ジョセフ |    |                                      |  |      |

| FB                     | 15 | ティム・ナナイ＝ウィリアムズ |              | 40分 |
| RW                     | 14 | アーシー・トゥアラ           |              | 55分 |
| OC                     | 13 | アラパティ・レイウア         |              |      |
| IC                     | 12 | ヘンリー・タエフ             |              |      |
| LW                     | 11 | エド・フィドウ               |              |      |
| FH                     | 10 | UJ・セウテニ                 |              |      |
| SH                     | 9  | ドウェイン・ポラタイヴァオ   |              | 66分 |
| N8                     | 8  | ジャック・ラム (c)           |              |      |
| OF                     | 7  | TJ・イオアネ                 | 25分から35分 | 70分 |
| BF                     | 6  | クリス・ブイ                 |              |      |
| RL                     | 5  | ケイン・レアウペペ           |              |      |
| LL                     | 4  | ピウラ・ファアサレレ         |              | 61分 |
| TP                     | 3  | マイケル・アラアラトア       |              | 56分 |
| HK                     | 2  | セイララ・ラム               |              | 56分 |
| LP                     | 1  | ジョーダン・レイ             |              | 66分 |
| 控えメンバー           |    |                              |              |      |
| HK                     | 16 | レイ・ニウイア               |              | 56分 |
| PR                     | 17 | ポール・アロエミール         |              | 66分 |
| PR                     | 18 | ジェームス・レイ             |              | 56分 |
| LK                     | 19 | セニオ・トレアフォア         |              | 61分 |
| LK                     | 20 | ジョシュ・タイレル           |              | 70分 |
| SH                     | 21 | ペレ・カウリー               |              | 66分 |
| FH                     | 22 | トゥシ・ピシ                 |              | 55分 |
| CE                     | 23 | キーロン・フォノティア       |              | 40分 |
| コーチ                 |    |                              |              |      |
| スティーブ・ジャクソン |    |                              |              |      |

| プレイヤー・オブ・ザ・マッチ レメキロマノラヴァ (日本) アシスタントレフェリー アンガス・ガードナー (Australia) フェデリコ・アンセルミ (Argentina) テレビジョン・マッチ・オフィシャル: Graham Hughes (England) |

#### 第４試合（スコットランド戦）
| 10月13日 19:45 | 日本                                                                                     | 28 - 21  | スコットランド                                                                                | 横浜国際総合競技場, 横浜 観客数: 67,666（93.5%）人 レフリー: ベン・オキーフ (ニュージーランド) |
| 10月13日 19:45 | T: 松島幸太朗 17' c 稲垣啓太 25' c 福岡堅樹 39' c, 42' c G: 田村優 (4/4) 19',26',40',43' | レポート | T: ラッセル 6' c ネル 49' c ファーガソン 54' c G: レイドロー (2/2) 7', 50' ラッセル (1/1) 55' | 横浜国際総合競技場, 横浜 観客数: 67,666（93.5%）人 レフリー: ベン・オキーフ (ニュージーランド) |

| Japan | Scotland |

| FB                   | 15 | ウィリアム・トゥポウ             |  | 51分 |
| RW                   | 14 | 松島幸太朗                       |  |      |
| OC                   | 13 | ラファエレティモシー             |  |      |
| IC                   | 12 | 中村亮土                         |  | 75分 |
| LW                   | 11 | 福岡堅樹                         |  |      |
| FH                   | 10 | 田村優                           |  |      |
| SH                   | 9  | 流大                             |  | 51分 |
| N8                   | 8  | 姫野和樹                         |  |      |
| OF                   | 7  | ピーター・ラピース・ラブスカフニ |  |      |
| BF                   | 6  | リーチマイケル (c)               |  | 73分 |
| RL                   | 5  | ジェームス・ムーア               |  | 52分 |
| LL                   | 4  | トンプソンルーク                 |  |      |
| TP                   | 3  | 具智元                           |  | 22分 |
| HK                   | 2  | 堀江翔太                         |  | 73分 |
| LP                   | 1  | 稲垣啓太                         |  | 57分 |
| 控えメンバー         |    |                                  |  |      |
| HK                   | 16 | 坂手淳史                         |  | 73分 |
| PR                   | 17 | 中島イシレリ                     |  | 57分 |
| PR                   | 18 | ヴァルアサエリ愛                 |  | 22分 |
| LK                   | 19 | ヘルウヴェ                       |  | 52分 |
| FL                   | 20 | ツイヘンドリック                 |  | 73分 |
| SH                   | 21 | 田中史朗                         |  | 51分 |
| FH                   | 22 | 松田力也                         |  | 75分 |
| FB                   | 23 | 山中亮平                         |  | 51分 |
| コーチ               |    |                                  |  |      |
| ジェイミー・ジョセフ |    |                                  |  |      |

| FB                     | 15 | スチュアート・ホッグ       |  |      |
| RW                     | 14 | トミー・シーモア           |  | 52分 |
| OC                     | 13 | クリス・ハリス             |  |      |
| IC                     | 12 | サム・ジョンソン           |  |      |
| LW                     | 11 | ダーシー・グレアム         |  | 60分 |
| FH                     | 10 | フィン・ラッセル           |  |      |
| SH                     | 9  | グレイグ・レイドロー (c)   |  | 52分 |
| N8                     | 8  | ブレイド・トムソン         |  |      |
| OF                     | 7  | ジェイミー・リッチー       |  |      |
| BF                     | 6  | マグナス・ブラッドベリー   |  | 66分 |
| RL                     | 5  | ジョニー・グレイ           |  |      |
| LL                     | 4  | グラント・ギルクリスト     |  | 52分 |
| TP                     | 3  | WP・ネル                   |  | 52分 |
| HK                     | 2  | フレーザー・ブラウン       |  | 52分 |
| LP                     | 1  | アラン・デル               |  | 52分 |
| 控えメンバー           |    |                            |  |      |
| HK                     | 16 | スチュアート・マッキナリー |  | 52分 |
| PR                     | 17 | ゴードン・リード           |  | 52分 |
| PR                     | 18 | ザンダー・ファーガソン     |  | 52分 |
| LK                     | 19 | スコット・カミングス       |  | 52分 |
| N8                     | 20 | ライアン・ウィルソン       |  | 66分 |
| SH                     | 21 | ジョージ・ホーン           |  | 52分 |
| CE                     | 22 | ピーター・ホーン           |  | 61分 |
| FB                     | 23 | ブレア・キングホーン       |  | 52分 |
| コーチ                 |    |                            |  |      |
| グレガー・タウンゼンド |    |                            |  |      |

| プレイヤー・オブ・ザ・マッチ 福岡堅樹 (日本) アシスタントレフェリー マシュー・レイナル (France) マシュー・カーリー (England) テレビジョン・マッチ・オフィシャル マリウス・ジョンカー (South Africa) |

備考
- スコットランド代表の700回目のテストマッチである。
- 日本代表がスコットランド代表に初めて勝利した試合である。
- ラグビーワールドカップのトーナメント戦史上初めて、ティア2の国がティア1の国を2ヶ国破った。
- この勝利により、日本はトップでプールステージを終え、決勝トーナメント進出を決めた。これは日本のみならず、アジア全体においても初めての出来事である。
- 日本の決勝トーナメント進出は、ティア2の国としては4ヶ国目となり、2007年ラグビーワールドカップにおけるフィジー代表以来となった。
- 日本は、プール内の全てのゲームで勝利した最初のティア2国となった。

### 準々決勝（南アフリカ戦）
| 10月20日 19:15 | 日本                 | 3 - 26   | 南アフリカ共和国                                                                                    | 東京スタジアム, 調布 観客数: 48,831（97.7%）人 レフリー: ウェイン・バーンズ（イングランド） |
| 10月20日 19:15 | PG: 田村優 (1/1) 20' | レポート | T: マピンピ (2) 4' m, 70' m デクラーク 66' c G: ポラード (1/3) 66' PG: ポラード (3/4) 44', 49', 64' | 東京スタジアム, 調布 観客数: 48,831（97.7%）人 レフリー: ウェイン・バーンズ（イングランド） |

| 日本 | 南アフリカ |

| FB                   | 15 | 山中亮平                       |  | 60分 |      |      |
| RW                   | 14 | 松島幸太朗                     |  |      |      |      |
| OC                   | 13 | ラファエレティモシー           |  |      |      |      |
| IC                   | 12 | 中村亮土                       |  |      |      |      |
| LW                   | 11 | 福岡堅樹                       |  |      |      |      |
| FH                   | 10 | 田村優                         |  | 48分 |      |      |
| SH                   | 9  | 流大                           |  | 72分 |      |      |
| N8                   | 8  | 姫野和樹                       |  |      |      | 52分 |
| OF                   | 7  | ピーター・ラブスカフニ         |  | 13分 | 22分 |      |
| BF                   | 6  | リーチマイケル                 |  |      |      |      |
| RL                   | 5  | ジェームス・ムーア             |  |      |      |      |
| LL                   | 4  | トンプソンルーク               |  | 54分 |      |      |
| TP                   | 3  | 具智元                         |  | 64分 |      |      |
| HK                   | 2  | 堀江翔太                       |  | 72分 |      |      |
| LP                   | 1  | 稲垣啓太                       |  | 48分 | 68分 |      |
| 控えメンバー         |    |                                |  |      |      |      |
| HK                   | 16 | 坂手淳史                       |  | 72分 |      |      |
| PR                   | 17 | 中島イシレリ                   |  | 48分 | 68分 |      |
| PR                   | 18 | ヴァルアサエリ愛               |  | 64分 |      |      |
| FL                   | 19 | ヴィンピー・ファンデルヴァルト |  | 54分 |      |      |
| N8                   | 20 | アマナキ・レレィ・マフィ       |  | 13分 | 22分 | 52分 |
| SH                   | 21 | 田中史朗                       |  | 72分 |      |      |
| FH                   | 22 | 松田力也                       |  | 48分 |      |      |
| CE                   | 23 | レメキロマノラヴァ             |  | 60分 |      |      |
| コーチ:              |    |                                |  |      |      |      |
| ジェイミー・ジョセフ |    |                                |  |      |      |      |

| FB                 | 15 | ウィリー・ルルー             |              |      |      |      |
| RW                 | 14 | チェスリン・コルビ           |              | 72分 |      |      |
| OC                 | 13 | ルカニョ・アム               |              |      |      |      |
| IC                 | 12 | ダミアン・デアリエンディ     |              |      |      |      |
| LW                 | 11 | マカゾレ・マピンピ           |              |      |      |      |
| FH                 | 10 | ハンドレ・ポラード           |              |      |      |      |
| SH                 | 9  | ファフ・デ・クラーク         |              | 74分 |      |      |
| N8                 | 8  | ドウェイン・フェルミューレン |              | 68分 |      |      |
| OF                 | 7  | ピーターステフ・デュトイ     |              |      |      |      |
| BF                 | 6  | シヤ・コリシ                 |              | 13分 | 21分 |      |
| RL                 | 5  | ルード・デヤハー             |              | 67分 |      |      |
| LL                 | 4  | エベン・エツベス             |              | 63分 |      |      |
| TP                 | 3  | フランス・マルハーバ         |              | 54分 |      |      |
| HK                 | 2  | ボンギ・ンボナンビ           |              | 37分 |      |      |
| LP                 | 1  | テンダイ・ムタワリラ         | 10分から20分 |      |      | 54分 |
| 控えメンバー       |    |                              |              |      |      |      |
| HK                 | 16 | マルコム・マークス           |              | 37分 |      |      |
| PR                 | 17 | スティーブン・キッツォフ     |              | 13分 | 21分 | 54分 |
| PR                 | 18 | ヴィンセント・コッホ         |              | 54分 |      |      |
| LK                 | 19 | RG・スナイマン               |              | 63分 |      |      |
| LK                 | 20 | フランコ・モスタート         |              | 67分 |      |      |
| FL                 | 21 | フランソワ・ロウ             |              | 68分 |      |      |
| SH                 | 22 | ハーシェル・ヤンチース       |              | 74分 |      |      |
| CE                 | 23 | フランソワ・ステイン         |              | 72分 |      |      |
| コーチ             |    |                              |              |      |      |      |
| ラシー・エラスムス |    |                              |              |      |      |      |

| プレイヤー・オブ・ザ・マッチ ファフ・デクラーク (南アフリカ) アシスタントレフェリー ベン・オキーフ (ニュージーランドラグビー協会) ルーク・ピアース (England) テレビジョンマッチオフィシャル ローワン・キット (England) |

備考
- トンプソンルークは、この試合に「38歳6か月4日」で出場し、71キャップ目を獲得。日本代表の最年長キャップ獲得者になった[80]。

## チームソング
- 2019年2月、山本幸輝、三上正貴などが歌詞を作り、ジョン・デンバー『カントリー・ロード（Take Me Home, Country Roads）』の替え歌で『ビクトリーロード』と題した[81]。映画『耳をすませば』での日本語カバーバージョンもふまえて、「この道ずっと行けば / きっと最後は笑える日が来るのさ」という歌詞になっている。
- 多くのメディアやSNSで紹介され有名になり、全国各地のパブリックビューイング会場でも合唱される応援歌になった[82][83]。
- 2019年10月13日、プール戦最終のスコットランド戦で勝利しベスト8を決めた際、フィールド上で円陣になって歌われた[84]。
- チームはその年末の第70回NHK紅白歌合戦にゲスト出演し、司会者やNHKホールの観客と共にアカペラで合唱した[85]。

## 視聴率
ラグビーワールドカップ2019では、日本国内開催および日本代表の快進撃により、日を追うごとに視聴者が増加していき、以下のように記録的な高視聴率をおさめた（ビデオリサーチ社による関東地区の地上波テレビ 世帯視聴率）。いずれも生中継。
準々決勝の南アフリカ戦の平均視聴率41.6％は、2019年の全番組で１位だった。また、決勝トーナメントへの出場（ベスト8）をかけた予選第4試合スコットランド戦は、2019年の全番組で２位。
放送権を持つ日本テレビとNHKは、その日の深夜あるいは翌日すぐに再放送し、見逃し視聴者への対応を行った。この他に、有料BS放送J Sportsによるワールドカップ全試合の生中継や時間差放送、頻繁な再放送があった。
| 放送日             | 放送開始時刻 | 放送分数 | 放送局     | 試合     | 対戦相手         | 平均視聴率 | 瞬間最高視聴率 |
| ------------------ | ------------ | -------- | ---------- | -------- | ---------------- | ---------- | -------------- |
| 2019年9月20日(金)  | 19:30        | 144分    | 日本テレビ | 予選1    | ロシア戦         | 18.3%      | 25.5%          |
| 2019年9月28日(土)  | 17:10        | 81分     | NHK総合    | 予選2    | アイルランド戦   | 22.5%      | 28.9%          |
| 2019年10月5日(土)  | 19:15        | 139分    | 日本テレビ | 予選3    | サモア戦         | 32.8%      | 46.1%          |
| 2019年10月13日(日) | 19:30        | 130分    | 日本テレビ | 予選4    | スコットランド戦 | 39.2%      | 53.7%          |
| 2019年10月20日(日) | 19:10        | 136分    | NHK総合    | 準々決勝 | 南アフリカ戦     | 41.6%      | 49.1%          |

ラグビーワールドカップ2019は、前大会で話題を集めた五郎丸歩選手が不在のため、視聴率は大苦戦するという予想もあった。しかしこのような高視聴率を獲得した原因を、テレビ評論コラムニストの木村隆志は、「『ルールがわからない』『ほとんど選手を知らない』という“にわかファン”の多さ」と、彼らが「自ら『私、“にわか”だから』と公言して楽しむ」ことができたからだと考察している。さらに4つの要因として
1. 日本代表の躍進が、単に勝つだけでなく、劇的なシーンの連続で、新たなファン層を掘り起こした
2. 試合の前後に日本代表選手たちが頻繁に発するコメント「選手・スタッフ・応援する人々によるONE TEAM」[96]が、人々の心に響いた
3. 世界で40億人が視聴する[97]ラグビーワールドカップというビッグイベントが、日本ではなじみが薄いながらも国内開催で、新鮮だった
4. 6月に池井戸潤の小説『ノーサイド・ゲーム』が出版され、それをテレビドラマ化して7月からW杯開幕5日前まで放送し話題となった[98]TBSのアシスト[99][100]

を挙げている。またメディアアナリストの鈴木祐司も、視聴率の詳細データをもとに、にわかラグビーファンがラグビーの歴史を変えたと考察している。ビデオリサーチ社の柿倉樹は、ドラマ『ノーサイド・ゲーム』がラグビー応援ムードを醸成し、予選第2試合アイルランド戦の内容が「にわかファン」に火をつけたと分析している。「にわかファン」だと肯定的に自称する多くの新しいファンの存在を、日本ラグビー協会も歓迎し、大会成功の一因だとしている。

## 表彰関連

### 受賞
- 読売新聞社・第69回日本スポーツ賞 - グランプリ(大賞)（2019）[103]
- 毎日スポーツ人賞 - グランプリ（2019）[104]
- 報知プロスポーツ大賞 - 特別賞（2019）[105]
- 第67回菊池寛賞（2019）[106]- 日本文学振興会は「さまざまな国から来た選手たちが『ONE TEAM』となり、強豪国を破る姿は、日本中に勇気を与えた」ことを理由に、ラグビー日本代表を菊池寛賞に選出した。
- Sports Graphic Number「第38回Number MVP賞」（2019）[107]
- 第32回小学館DIMEトレンド大賞 - ラグビー協会とともに特別功労賞を受賞
- 2019年ユーキャン新語・流行語大賞 - 大賞「ONE TEAM」[108][109][110]
- 日本スポーツ賞 - 2019年度大賞
- 日本スポーツマンシップ大賞[111]（2019）
- デイリースポーツ 2019年度ホワイトベア・スポーツ賞 特別賞[112]
- テレビ朝日ビッグスポーツ賞 - 特別貢献賞[113]

### ノミネート
- ワールドラグビーが選定する年間最優秀チーム賞にノミネートされた。また年間最優秀コーチ賞にジェイミー・ジョセフがノミネートされた[114]
- ローレウス世界スポーツ賞 - ブレークスルー賞にノミネート[115]